# Кулушацский сельсовет
Кулушацский сельсовет — административно-территориальная единица и муниципальное образование со статусом сельского поселения в Лакском районе Дагестана Российской Федерации.
Административный центр — село Кулушац.

## Население
| 2002 | 2010 | 2012 | 2013 | 2014 | 2015 | 2016 |
| ---- | ---- | ---- | ---- | ---- | ---- | ---- |
| 371  | ↘370 | ↗389 | ↘382 | ↗386 | ↗392 | ↘386 |
| 2017 | 2018 | 2019 | 2020 | 2021 | 2023 | 2024 |
| ↘381 | ↘370 | ↗377 | ↘374 | ↗410 | ↗414 | ↘413 |
| 2025 |      |      |      |      |      |      |
| ↘397 |      |      |      |      |      |      |

## Состав
| № | Населённый пункт | Тип населённого пункта       | Население |
| - | ---------------- | ---------------------------- | --------- |
| 1 | Кулушац          | село, административный центр | ↗116      |
| 2 | Лугувалу         | село                         | ↘3        |
| 3 | Читур            | село                         | ↘77       |
| 4 | Чуртах           | село                         | ↗214      |